# Híosz sziget nemzeti repülőtér
A Híosz sziget repülőtér (IATA: JKH, ICAO: LGHI) Görögország egyik nemzetközi repülőtere, amely Híosz szigetén található. Éves utasforgalma 244 694 fő (2022).
A repülőtér belföldi menetrend szerinti járatokat és nemzetközi charterjáratokat fogad.

## Futópályák
A repülőtér futópályái:
- 01/19 (1511 m, 30 m, aszfalt)

## Forgalom
Az utasforgalom az elmúlt években az alábbi módon változott:
| Utasok száma | 17 354 | 185 082 | 195 183 | 196 130 | 216 903 | 229 327 | 245 193 | 119 660 | 168 929 | 244 694 |
|              | 2013   | 2014    | 2015    | 2016    | 2017    | 2018    | 2019    | 2020    | 2021    | 2022    |

## Légitársaságok és úticélok
2025-ben a Híosz sziget nemzeti repülőtérről az alábbi járatok indulnak (Utoljára frissítve: 2025-02-9):
| Légitársaság    | Célállomások                                          |
| --------------- | ----------------------------------------------------- |
| Aegean Airlines | Athens                                                |
| Olympic Air     | Thessaloniki                                          |
| Sky Express     | Athens, Lemnos, Mytilene, Rhodes, Samos, Thessaloniki |